# Juan Cabal
Pour les articles homonymes, voir Cabal.
Juan Cabal, né le 8 janvier 2001 à Cali en Colombie, est un footballeur international colombien qui évolue au poste d'arrière gauche à la Juventus FC.

## Biographie

### En club
Né à Cali en Colombie, Juan Cabal est formé par l'Atlético Nacional. Il joue son premier match en professionnel avec ce club le 14 juillet 2019, lors d'une rencontre de championnat face au Once Caldas. Il est titularisé au poste d'arrière gauche et son équipe s'impose par deux buts à un.
Cabal inscrit son premier but en professionnel le 7 mars 2022, lors d'une rencontre de championnat face à l'Independiente Medellín. Titularisé, il ouvre le score de la tête et contribue à la victoire de son équipe (2-0 score final).
Le 20 août 2022, Juan Cabal rejoint l'Italie afin de s'engager en faveur de l'Hellas Vérone. Il signe un contrat courant jusqu'en juin 2027,.
Il joue son premier match sous ses nouvelles couleurs le 11 septembre 2022, à l'occasion d'un match de Serie A contre la Lazio Rome. Il entre en jeu à la place de Federico Ceccherini et son équipe s'incline par deux buts à zéro.
Le 18 juillet 2024, Juan Cabal s'engage en faveur de la Juventus FC. Il signe un contrat courant jusqu'en juin 2029.

### En sélection
Juan Cabal compte une sélection avec l'équipe de Colombie des moins de 18 ans, obtenue le 9 août 2019 contre la Belgique. Il est titularisé et son équipe s'impose par cinq buts à un.

## Palmarès
Atlético Nacional
- Coupe de Colombie (1) :
  - Vainqueur : 2021.
- Championnat de Colombie (1) :
  - Champion : 2022